# Лима, Адриана
Адриа́на Ли́ма (порт. Adriana Lima; род. 12 июня 1981, Салвадор, штат Баия, Бразилия) — бразильская супермодель, наиболее известна как одна из ангелов Victoria's Secret, а также лицо рекламной косметической компании Maybelline. В средствах массовой информации Лиму часто называют одной из самых красивых женщин планеты. В 2014 году Адриана возглавила список «Новых супер-моделей». По версии сайта models.com (по состоянию на 2015 год) Лима возглавляет список самых сексуальных моделей уже семь лет подряд. Согласно рейтингу журнала Forbes 2014 года, она является второй (после Жизель Бюндхен) в списке самых высокооплачиваемых моделей мира. В 2015 году её заработок составил 9 млн долларов США.

## Биография
Адриана Лима родилась 12 июня 1981 года в бразильском городе Салвадор. Имеет африканское, латиноамериканское, нидерландское, австралийское, французское, швейцарское, индейское, японское и португальское происхождения. Адриану воспитывала её мама Мария де Граса Лима, которая была социальным работником. Её отец Нельсон Торрес ушёл из семьи, когда девочке было шесть месяцев. В 15 лет Лима заняла второе место в конкурсе Supermodel of the World. В 1998 году она подписала контракт с агентством «Elite» и переехала в Нью-Йорк.

## Карьера

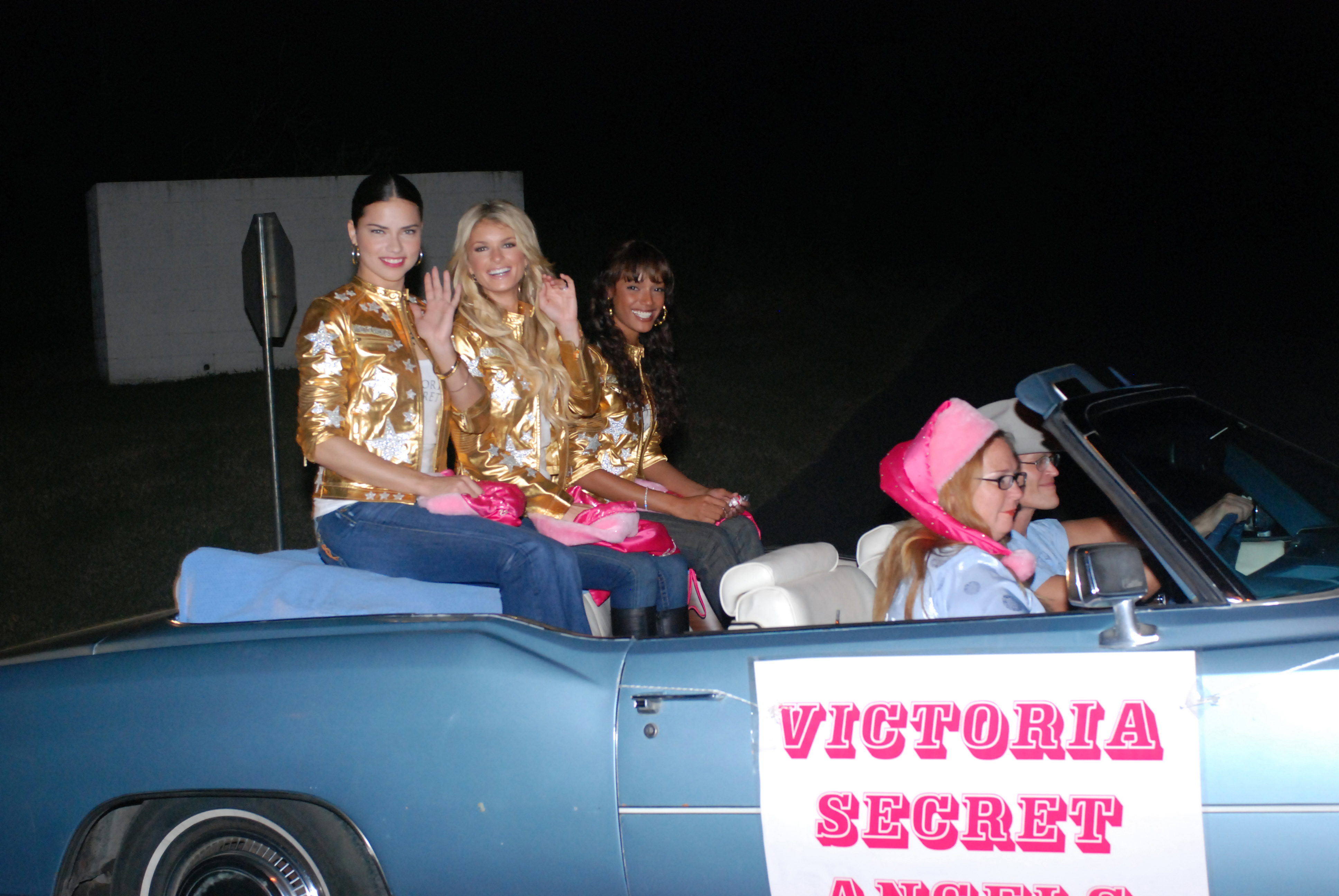
С «ангелами» Victoria's Secret

Адриана никогда не думала о том, чтобы быть моделью, хотя она и выигрывала много конкурсов красоты в начальной школе. В детстве Лима хотела стать врачом-педиатром. В школе у неё была подруга, которая хотела принять участие в конкурсе моделей, но не хотела идти туда одна, поэтому она попросила Адриану принять участие вместе с ней. Так в 15 лет она стала победительницей бразильского финала конкурса моделей, устраиваемого агентством Ford Models, а на международном — заняла второе место. С 1998 года начала принимать участие в показах высокой моды, представляя одежду таких домов как Giorgio Armani, Vera Wang, Valentino, Versace, Louis Vuitton, Givenchy, Christian Dior, John Galliano, Alexander McQueen, Escada, Betsey
Johnson, Istvan Francer, Richard Tylor, Sportmax, Giles, Balmain, Jason Wu, Emanuel Ungaro, Fendi, Ralph Lauren, Christian Lacroix, Marc Jacobs, Prada.
Огромным прорывом в карьере Адрианы стал её плакат на Times Square бренда Vassarette, после которого в моду вошла сексуальность бразильянок. Адриана была лицом различных компаний ‘bebe’, ‘Armani’, ‘Versace’, ‘BCBG’, ‘Louis Vuitton’ Givenchy, Blumarine, 'Colcci' French Connection UK, Gai Mattiolo, IGUATEMI, Intimissimi, M-officer Donna Karan, Miu Miu, Jason Wu, Marc Jacobs, H&M, BALMAIN, Vogue Eyewear.
С 1999 года по 2018 год являлась одним из «ангелов» Victoria’s Secret, подписав контракт с этим известным брендом одежды и женского белья. За это время она украсила собой обложки таких известных журналов, как GQ, ELLE, Esquire,Vogue, Marie Claire и принимала участие почти во всех Victoria’s Secret Fashion Show — одном из самых известных модных показов мира. В 2008 году она представила бюстгальтер «Black Diamond Fantasy Miracle Bra» стоимостью $5 млн, а в 2010 году — «Bombshell Fantasy Bra» стоимостью $2 млн. В начале ноября 2018 года заявила, что после девятнадцати лет сотрудничества с брендом, супермодель «складывает» свои «ангельские» крылья.
В 2003—2009 годах Лима являлась лицом торговой марки Maybelline. Она также сотрудничает с брендами Versace, Armani, Louis Vuitton, принимая участие в промокампаниях этих компаний.
Адриана пробовала свои силы в кинематографе: в 1996 году снялась в фильме «Двойной трек», а в 2008 году — в эпизодической роли в сериале «Дурнушка».
Лима занимается благотворительностью. В частности, она сделала денежное пожертвование на расширение детского дома «Caminhos da Luz» («Пути света») в своем родном городе Салвадор, а также неоднократно покупала одежду для детей из нищих семей этого города.
Лима также интересуется футболом и официально болеет за миланский «Интер».

## Личная жизнь
В 2009—2016 годах Лима была замужем за баскетболистом Марко Яричем с которым рассталась из-за его измены. У бывших супругов есть две дочери — Валентина Лима Ярич (род. 15 ноября 2009) и Сиенна Лима Ярич (род. 12 сентября 2012).
C 2021 года состоит в отношениях с Андре Леммерсом. 29 августа 2022 года у пары родился сын Сайан Лима Леммерс. В декабре 2024 года Адриана вышла замуж за Андре Леммерса. Предположительно медовый месяц пара провела в Абу-Даби.